# Joseph Greenberg
Joseph Harold Greenberg, ameriški jezikoslovec, * 28. maj 1915, † 7. maj 2001.
Joseph Harold Greenberg je poznan po svojih prispevkih na področju tipologije jezikov in klasifikaciji jezikov v Afriki, Ameriki, Evraziji in v indopacifiškem prostoru. Ob Noamu Chomskem velja za najpomembnejšega jezikoslovca druge polovice 20. stoletja. 
Joseph Greenberg je doktoriral na Univerzi Northwestern. Od leta 1948 do 1962 je bil profesor na Univerzi Columbia, po letu 1962 pa je predaval in raziskoval na Univerzi Stanford. 
Prvo jezikoslovno področje, na katerem je zaslovel je bila raziskava jezikoslovnih univerzalov. To so lastnosti, ki so skupne svetovnim jezikom v fonologiji, morfologiji, sintaksi in semantiki. 
Drug pomemben dosežek je bila klasifikacija afriških jezikov, ki jo je v dokončni obliki objavil v letu 1963. Po njej je afriške jezike razdelil v štiri skupine: afroazijski jeziki, nigerijsko-kongovski jeziki, nil-saharski jeziki in hoisanski jeziki. Leta 1987 je objavil klasifikacijo ameriških jezikov, v zadnjem obdobju svojega življenja pa se je ukvarjal s klasifikacijo evrazijskih jezikov. 